# Llista de contactes

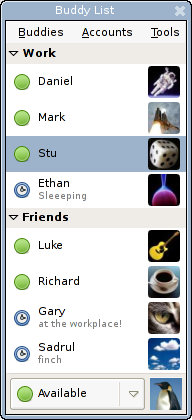
Una llista de contactes a Pidgin 2.0

Una llista de contactes és una col·lecció de noms de pantalla. És una característica habitual de la missatgeria instantània, clients de correu electrònic, jocs en línia i telèfons mòbils. Té diversos noms de marques registrades i propietaris en diferents contextos.
Les finestres de les llistes de contactes mostren noms de pantalla que representen altres persones reals. Per comunicar-se amb algú de la llista, l'usuari pot seleccionar un nom i actuar sobre ell, per exemple, obrir una nova sessió d'edició de correu electrònic, missatge instantani o trucada telefònica. En alguns programes, si la vostra llista de contactes mostra algú, la seva llista mostrarà la vostra. Les llistes de contactes per a sistemes operatius mòbils sovint es comparteixen entre diverses aplicacions mòbils.

## Xarxes socials
Aquestes llistes es poden utilitzar per formar xarxes socials amb finalitats més específiques. La llista no és la xarxa: per convertir-se en una xarxa, una llista requereix informació addicional, com ara l'estat o la categoria del contacte. Davant d'això, a partir de la llista es poden generar xarxes de contacte per a diferents finalitats. Els venedors han mantingut durant molt de temps xarxes de contactes mitjançant una varietat de mitjans de contacte, com ara registres de telèfon i quaderns, però sense confondre la seva llista amb la seva xarxa, és a dir, no confondrien un "contacte de vendes" amb un "amic" o una persona amb qui havien treballat.
Alguns clients de missatges de text us permeten canviar el vostre nom de visualització a voluntat, mentre que d'altres només us permeten reformatar el vostre nom de pantalla (afegiu/elimineu espais i majúscules). En general, no fa cap diferència més que com es mostra. En la majoria de programes, la llista de contactes es pot minimitzar per evitar que s'interposi, i es torna a accedir seleccionant la seva icona. L'estil de la llista de contactes és diferent amb els diferents programes, però totes les llistes de contactes tenen capacitats similars.

## vCard
vCard és el format de l'estàndard utilitzat per a l'intercanvi o la còpia de seguretat de la llista de contactes. Les vCards són usualment adjuntades a missatges de correu electrònic, però poden ser intercanviades en moltes altres formes, com en la World Wide Web o mitjançant  codis QR. Poden contenir nom, adreça, números de telèfon, URL, logotips, fotografies, i fins i tot clips d'àudio